# Vép
Vép är en ort i Ungern.   Den ligger i provinsen Vas, i den västra delen av landet, 180 km väster om huvudstaden Budapest. Vép ligger 191 meter över havet och antalet invånare är 3 460.
Terrängen runt Vép är platt. Runt Vép är det ganska glesbefolkat, med 50 invånare per kvadratkilometer. Närmaste större samhälle är Szombathely, 7,6 km väster om Vép. Trakten runt Vép består till största delen av jordbruksmark.